# Avicularia minatrix
Avicularia minatrix är en spindelart som beskrevs av Pocock 1903. Avicularia minatrix ingår i släktet Avicularia och familjen fågelspindlar.
Artens utbredningsområde är Venezuela. Inga underarter finns listade.

## Bildgalleri

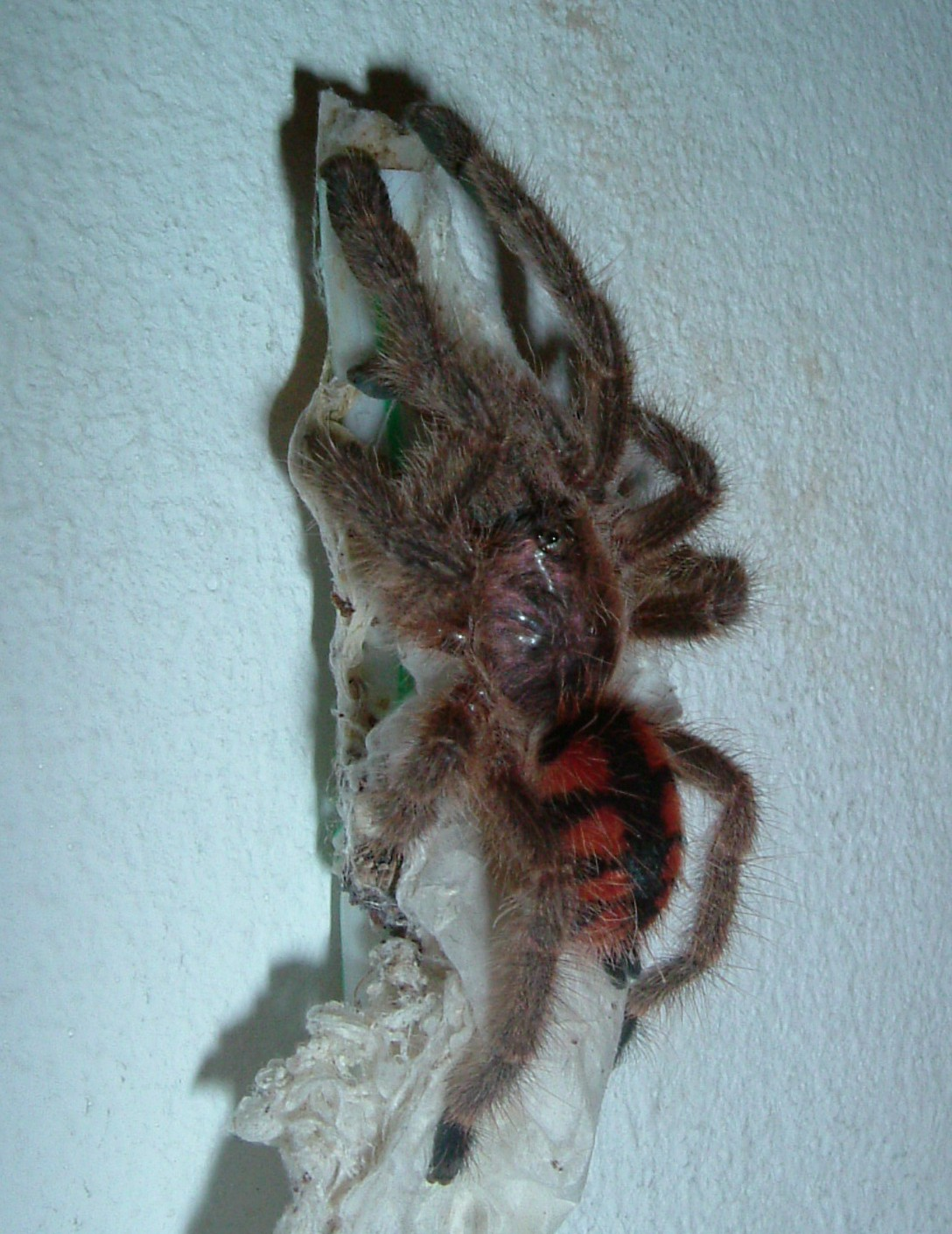
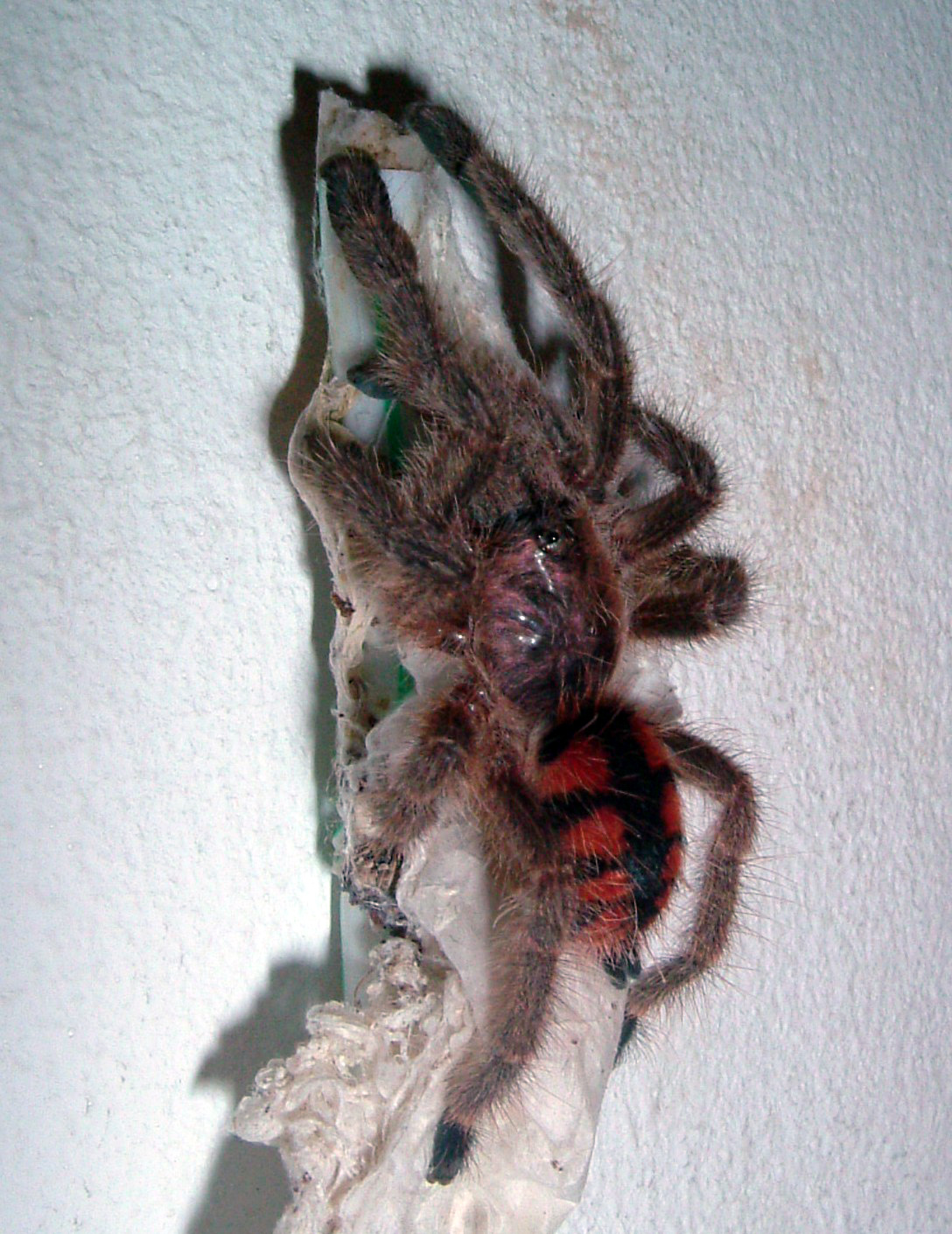